# Shanti Shanti Shanti
「Shanti Shanti Shanti」（シャンティ・シャンティ・シャンティ）は、BABYMETALの配信シングル。2019年9月27日にBMD FOX RECORDSから発売された。

## 概要
当楽曲は、2019年10月11日に発売された3rdアルバム『METAL GALAXY』の収録曲で、ミュージック・ビデオの公開タイミングに併せて、各種音楽配信サイトで先行配信された。

## 音楽性
BABYMETALとしては初めての曲調で、音律がエスニックになっており、インド風のオリエンタルなメロディが印象的な楽曲である。

## ミュージック・ビデオ
当楽曲のミュージック・ビデオは、2019年7月に愛知・ポートメッセなごや（名古屋市国際展示場）で行われたワンマンライブ「BABYMETAL ARISES - BEYOND THE MOON - LEGEND - M -」でパフォーマンスされた様子を編集した映像となっており、Youtubeで9月27日の0時にプレミア公開された。

## ライブ・パフォーマンス
楽曲自体は2019年の初ライブである横浜アリーナ公演「BABYMETAL AWAKENS -THE SUN ALSO RISES-」（6月開催）で初披露されており、振付はインドや中東の舞踏を彷彿とさせるものになっている。